# Leptomyrmecini
Leptomyrmecini este un trib de furnici Dolichoderinae cu 16 genuri și două genuri dispărute.

## Genuri
- Anillidris Santschi, 1936
- Anonychomyrma Donistorpe, 1947
- Azteca Forel, 1878
- †Chronomyrmex McKellar, Glasier & Engel, 2013
- Doleromyrma Forel, 1907
- Dorymyrmex Mayr, 1866
- Forelius Emery, 1888
- Froggattella Forel, 1902
- Gracilidris Wild & Cuezzo, 2006
- Iridomyrmex Mayr, 1862
- Leptomyrmex Mayr, 1862
- Linepithema Mayr, 1866
- Nebothriomyrmex Dubovikov, 2004
- Ochetellus Shattuck, 1992
- Papyrius Shattuck, 1992
- Philidris Shattuck, 1992
- Turneria Forel, 1895